# Comuna de Liniewo
Liniewo (polaco: Gmina Liniewo) é uma gminy (comuna) na Polónia, na voivodia de Pomerânia e no condado de Kościerski. A sede do condado é a cidade de Liniewo.
De acordo com os censos de 2004, a comuna tem 4613 habitantes, com uma densidade 41,9 hab/km².

## Área
Estende-se por uma área de 110,07 km², incluindo:
- área agricola: 64%
- área florestal: 23%

## Demografia
Dados de 30 de Junho 2004:
|                      | Total   | Total | Mulheres | Mulheres | Homens  | Homens |
| -------------------- | ------- | ----- | -------- | -------- | ------- | ------ |
|                      | pessoas | %     | pessoas  | %        | pessoas | %      |
| População            | 4613    | 100   | 2287     | 49,6     | 2326    | 50,4   |
| Densidade (pop./km²) | 41,9    | 100   | 20,8     | 20,8     | 21,1    | 21,1   |

De acordo com dados de 2005, o rendimento médio per capita ascendia a 1826,44 zł.

## Comunas vizinhas
- Kościerzyna, Nowa Karczma, Skarszewy, Stara Kiszewa